# Щоголєв Павло Єлисейович
Щоголєв Павло Єлисейович (5 (17) квітня 1877 — 22 січня 1931) — російський історик літератури та громадського руху, пушкініст.

## Біографія
Закінчив зі срібною медаллю Воронезьку класичну гімназію (1895) і вступив на санскрито-персько-вірменське відділення факультету східних мов Санкт-Петербурзького університету, потім перейшов на історико-філологічний факультет.

У 1899 році був виключений за участь в організації великого студентського виступу; після восьмимісячного ув'язнення — заслання в Полтаву. Потім за участь в чергових революційних подіях — на поселення в Вологодську губернію. У 1903 році повернувся в Петербург, здав екстерном іспит за курс історико-філологічного факультету.
Спочатку займався історією російської літератури (в 1903 році опублікував роботу «Перший декабрист Володимир Раєвський»), потім перейшов до історії громадських рухів (зберігаючи інтерес до історії літератури і пізніше). У 1906—1907 роках спільно з В. Я. Богучарським і В. Л. Бурцевим видавав історико-революційний журнал «Былое» (Минуле), в 1908 році — журнал «Минулі роки».
У лютому 1907 року був посвячений в масонство (разом з М. П. Павловим-Сильванським). Став членом-засновником петербурзької ложі «Полярна зірка», якою керував М. М. Ковалевський.
У 1909 знову був притягнутий до суду через публікацію в журналі «Минуле» антиурядових матеріалів і засуджений до трьох років тюремного ув'язнення в Петропавлівській фортеці.
У період 1905—1917 років опублікував спогади декабристів М. О. Фонвізіна, Є. П. Оболенського, В. І. Штейнгеля, А. Є. Розена і М. В. Басаргіна. В Петропавлівській фортеці написав книгу «Утаённая любовь Пушкина» (Пушкін. Нариси. — СПб., 1912) (про М. М. Волконську).
Після Лютневої революції 1917 року — член Надзвичайної слідчої комісії Тимчасового уряду, разом з М. С. Тютчевим розбирав архіви Департаменту поліції.
Після Жовтневого перевороту — один з організаторів Петроградського історико-революційного архіву (1918, містився в будівлі колишнього Сенату); з 1919 року член колегії Петроградського відділення Головархіву, з 1920 року керуючий одним з відділень Державного архівного фонду. Один з творців Товариства пам'яті декабристів і Музею революції в Петербурзі.